# 日産・キュビスター
キュビスター（KUBISTAR）は、ルノーが製造、日産ブランドで販売していた自動車である。

## 概要
2003年10月から販売が開始されたルノー・カングー（カングー1）とのバッジエンジニアリング車で、日産では2人乗りの商用グレードのみを扱っている。欧州における日産の商用車ラインアップでは最も下に位置する。
3ドア、4ドア、5ドアの3種類がラインアップされ、リアドアはすべてスライドドアとなる。またバックドアはテールゲート式と観音開き式の2種類が用意される。
SHIFT_ワードは欧州におけるプリマスターやインタースター、および日本の商用車各車種と同じ「SHIFT_business」であった。
ベースとなるカングーは2007年に第二世代に移行したが、OEM車種のキュビスターはモデルチェンジされることなく2008年末に販売が終了し、代わって2009年秋に自社開発のNV200が欧州市場に投入された。